# Bojana Drča
Pour les articles homonymes, voir Živković.
Bojana Drča (née Živković) est une joueuse de volley-ball serbe née le 29 mars 1988 à Belgrade. Elle mesure 1,85 m et joue au poste de passeuse. Elle totalise 126 sélections en équipe de Serbie.

## Clubs
| Club                     | De        | À         |
| ------------------------ | --------- | --------- |
| Postar 064 Belgrade      |           | 2005-2006 |
| Étoile Rouge Belgrade    | 2006-2007 | 2010-2011 |
| VBC Voléro Zurich        | 2011-2012 | 2011-2012 |
| Omitchka Omsk            | 2012-2013 | 2012-2013 |
| İlbank Ankara            | 2013-2014 | 2014-2015 |
| VBC Voléro Zurich        | 2015-2016 | 2017-2018 |
| ES Le Cannet             | jan 2018  | mai 2018  |
| VK Lokomotiv Kaliningrad | 2018-2019 | …         |

## Palmarès

### Équipe nationale
- Jeux olympiques
  -  2016 à Rio de Janeiro.
- Championnat du monde
  - Vainqueur : 2018, 2022.
- Championnat d'Europe
  - Vainqueur : 2017.
- Coupe du monde
  - Finaliste : 2015.
- Ligue européenne
  - Vainqueur : 2009, 2010.

### Clubs
- Coupe de la CEV
  - Finaliste : 2010.
- Championnat de Serbie-et-Monténégro
  - Vainqueur : 2006.
- Championnat de Serbie
  - Vainqueur : 2010, 2011.
- Coupe de Serbie
  - Vainqueur : 2006, 2010, 2011.
- Championnat de Suisse
  - Vainqueur: 2012, 2016, 2017.
- Coupe de Suisse
  - Vainqueur : 2012, 2016, 2017.
- Supercoupe de Suisse
  - Vainqueur : 2011, 2016, 2017.
- Championnat de Russie
  - Finaliste : 2019, 2020.
- Supercoupe de Russie
  - Vainqueur : 2019.

### Distinctions individuelles
- Coupe de la CEV féminine 2007-2008: Meilleure contreuse.
- Coupe de la CEV féminine 2009-2010: Meilleure passeuse.
- Championnat du monde féminin de volley-ball 2022 : Meilleure passeuse.